# Jean-Paul Cluzel
Pour les articles homonymes, voir Cluzel.
Jean-Paul Cluzel, né le 29 janvier 1947, est un haut fonctionnaire français.
Il fut inspecteur général des finances, directeur de l'Opéra de Paris, président de Radio France internationale et de Radio France, et président jusqu'en janvier 2016 de l'établissement public de la Réunion des musées nationaux et du Grand Palais des Champs-Élysées.

## Biographie

### Enfance et études
Jusqu’à quatorze ans, il vit au Kremlin-Bicêtre où ses parents sont quincailliers.
Diplômé de l'Institut d'études politiques de Paris, de l'Université Panthéon-Assas, étudiant (postgraduate) à l'Université de Chicago (master of Arts), il intègre la promotion Charles-de-Gaulle de l'École nationale d'administration (ENA) et, à sa sortie en 1972, choisit l'inspection des finances.

### Carrière professionnelle
Il entre à l'inspection des Finances en 1972 où il restera jusqu'en 1976.  De 1979 à 1981, il est conseiller technique auprès du ministre des Affaires étrangères Jean François-Poncet. À l'arrivée de la gauche au pouvoir, il réintègre l'inspection des Finances. Il est conseiller pour l'Afrique à la direction du Trésor de 1982 à 1984. En 1985, il entre au groupe d'assurances GAN où il est chargé de la recherche et du développement puis des affaires internationales.
De 1986 à 1988, il est directeur de cabinet de Bernard Bosson, ministre des affaires européennes. À ce titre, il contribue à modifier la position du gouvernement de Jacques Chirac qui s'opposait à l'adoption du programme Erasmus d'échanges d'étudiants entre les pays de l'UE.  De 1988 à 1992, il réintègre à nouveau l'inspection des Finances.
De 1992 à 1995, il est directeur général, puis directeur de l'Opéra de Paris (Garnier et Bastille), travaillant successivement avec Pierre Bergé puis Hugues Gall.
En décembre 1995, il est nommé par le CSA, sur proposition de Philippe Douste-Blazy, ministre de la Culture du gouvernement d'Alain Juppé, PDG de Radio France Internationale (RFI), poste où il sera renouvelé deux fois en 1998 et en 2001 sous le gouvernement Jospin. Le 12 mai 2004, le CSA le nomme à la présidence de Radio France, succédant ainsi à Jean-Marie Cavada qui avait démissionné deux semaines plus tôt pour se présenter aux élections européennes.
En tant que Président de Radio France, il se dit préoccupé par l'avenir de la radio publique dans un monde marqué par la convergence numérique où règne la concurrence entre toutes les catégories de médias : autres radios, mais aussi télés, presse et surtout les sites internet.
Il fait évoluer fréquemment son équipe de direction, s'efforce de moderniser les programmes des chaînes pour faire place à de jeunes journalistes qu'il veut faire découvrir comme Nicolas Demorand ou Ali Baddou, ce qui lui vaut d'être taxé de « jeunisme ».
Après des fuites dans Le Point puis Le Monde, l'Élysée confirme, le jeudi 2 avril 2009, que Jean-Paul Cluzel ne sera pas reconduit à la direction de Radio France en dépit des bons résultats des antennes, notamment France Inter, et d'une bonne gestion financière[réf. souhaitée]. Jean-Luc Hees lui succédera. Plusieurs journalistes sous-entendent que Nicolas Sarkozy a congédié Cluzel à la suite de plusieurs désaccords, dont la publication délibérée dans le calendrier d'Act-up d'une photo signée Vincent Malléa où il pose torse nu et tatoué avec son compagnon, et à la suite aussi de ce qui est considéré par certains membres de l'entourage de Nicolas Sarkozy comme une gestion laxiste des rédactions. Sont notamment visés une chronique de Stéphane Guillon sur Dominique Strauss-Kahn, et un éditorial de Thomas Legrand sur Claude Guéant.
Son mandat de président de Radio France se termine le 12 mai 2009 pour laisser la place à Jean-Luc Hees, que Cluzel avait fait démissionner de la direction de France Inter lors sa prise de mandat.
Toutefois, Nicolas Sarkozy le nomme, le 9 septembre 2009, à la tête de l'établissement public du Grand Palais et lui demande de rapprocher ce dernier de la Réunion des musées nationaux. La fusion des deux établissements publics sera effectivement réalisée en janvier 2011 et Jean-Paul Cluzel en prend la présidence, sur proposition de Frédéric Mitterrand.
Il infléchit sensiblement la programmation en combinant évènements et expositions volontairement éclectiques, estimant que tout a sa place au Grand Palais pourvu que ce soit de qualité. Au concert du chanteur Prince succèdent ainsi des nuits électro ou de grandes expositions à succès comme Edward Hopper.
En juin 2012, après l'élection de François Hollande, Aurélie Filippetti et Laurent Fabius lui confient une mission d'évaluation sur l'avenir de la société publique Audiovisuel extérieur de la France qui deviendra par la suite France Medias Monde. Cluzel reste président de la Réunion des musées nationaux-Grand Palais.
Classé à droite, il est aussi réputé pour ses proximités politiques diverses, notamment avec Alain Juppé dont il est le parrain de la première fille, Marion, née en 1973. Il est entré à l'opéra de Paris sur proposition de Jack Lang, sous la présidence de François Mitterrand. [réf. nécessaire]. Il a servi sous des ministres de la culture aussi divers que Jack Lang, Jacques Toubon, Catherine Tasca, Jean-Jacques Aillagon, Christine Albanel, Frédéric Mitterrand et Aurélie Filippetti.
Il prend sa retraite le 20 janvier 2016.
Il est élu président du Conseil d’administration de l'Institut pour le financement du cinéma et des industries culturelles (IFCIC), en juillet 2016, après en avoir été administrateur indépendant du 24 mai au 7 juillet 2016.[réf. souhaitée]
Le 19 septembre 2018, Le Canard enchaîné  cite un rapport confidentiel de la Cour des comptes qui épingle la gestion de Jean-Paul Cluzel entre 2011 et 2016, notamment 410 000 euros de frais de taxi. Le rapport critique aussi l'envolée des coûts de rénovation du Grand Palais, ce que réfute l'institution.

### Vie personnelle
Il se marie le 29 juin 2013, jour de la Gay Pride, à son compagnon, Nicolas Droin, directeur général de l'Orchestre national de Lyon avec lequel il s'était pacsé en 2011 et avait posé en décembre 2008 pour le calendrier d'Act Up, organisation militante de lutte contre le sida.
Ils sont le premier couple gay à avoir été mariés par Bertrand Delanoë, alors maire de Paris.

## Prises de position
Lors de sa nomination à Radio France en mai 2004, Cluzel déclare à i-Télé se définir comme « gay, catholique et libéral ». Il précise ultérieurement à Libération qu'il s'entend « libéral » au sens anglo-saxon du terme, c'est-à-dire attaché aux libertés individuelles et en particulier à la liberté de pensée et de mœurs.
Jean-Paul Cluzel est connu pour ses prises de position en faveur des homosexuels, y compris pour l'homoparentalité.
En 2008, Il a notamment signé une pétition en faveur de l'homoparentalité dans Le Nouvel Observateur. Dans une interview donnée à Joseph Macé-Scaron, alors directeur de la rédaction du Figaro Magazine, il déclare que l'homosexualité est une chose « très ancienne, heureuse et naturelle ».
Dans le débat sur la loi relative au mariage pour tous, il prend position dans plusieurs médias,,, en faveur du mariage entre personnes de même sexe et pour l'adoption. Il affirme à plusieurs reprises ne pas voir pourquoi deux hommes ou deux femmes qui s'aiment durablement feraient de moins bons parents que d'autres. Il s'insurge également contre les prises de position de certains milieux catholiques et religieux, estimant que le mariage civil doit être distingué du mariage religieux et que les groupes de pression religieux n'ont donc pas à interférer avec les décisions du Parlement. Dans une interview au Monde, il estime notamment que reconnaître aux religions le droit de s'opposer au mariage de personnes de même sexe reviendrait à appliquer une sorte de charia dans la République.

## Distinctions
- Commandeur de la Légion d'honneur
- Commandeur de l'ordre national du Mérite
- Commandeur de l'ordre des Arts et des Lettres[13]
- Commandeur de l’ordre national du Mérite (Roumanie)
- Croix d'officier de l'ordre du Mérite
- chevalier de l'Ordre de l'Infant Dom Henri (Portugal)